# Io rom romantica
Io rom romantica è un film commedia del 2014 della regista italo-bosniaca Laura Halilovic, dal contenuto autobiografico, che narra la realizzazione di un sogno di una ragazza di etnia romaní che dalla periferia torinese riesce a diventare una regista.
Il film offre uno spaccato delle comunità Rom e italiana, nella continua dialettica tra pregiudizi e tentativi di integrazione, nei rapporti fra culture.

## Trama
Gioia Tracovic, 17 anni, vive alla Falchera, in una casa popolare nella periferia di Torino. In continuo contrasto con le tradizioni e i modi di vivere della famiglia d'origine, combatte contro una serie di schemi comuni che i genitori tentano di imporle: un vestiario femminile tradizionale, orari di rientro morigerati, frequentazioni limitate al mondo dei Romanì e, soprattutto, il destino di un matrimonio interetnico, in giovane età e combinato.
La sua vita, resa difficile dal mancato ottenimento della cittadinanza italiana e dalle prospettive offerte dal luogo di residenza, è in continuo confronto con il modo di vivere occidentale delle sue amiche e in particolare di Morena.
La ribellione di Gioia culmina con la scelta di voler entrare nel mondo del cinema, come assistente alla regia, favorita dalla conoscenza di Alessandro, meccanico e amante dei viaggi.

## Premi e riconoscimenti
- 7º Mantova Film Festival, edizione 2014, 2º posto

## Titoli
Oltre al titolo originale, il film è noto anche come Profumo di pesche.